# لی ایزاک چانگ
لی ایزاک چانگ (انگلیسی: Lee Isaac Chung؛ زادهٔ ۱۹ اکتبر ۱۹۷۸) کارگردان، فیلم‌نامه‌نویس و تهیه‌کننده اهل ایالات متحده آمریکا است. وی از سال ۲۰۰۷ میلادی تاکنون مشغول فعالیت بوده‌است.

## فیلمشناسی
- میناری - ۲۰۲۰